# Othmar J. Wildhaber
Othmar J. Wildhaber ( 1908 - 1976) fue un explorador, y botánico suizo. Desarrolló actividades académicas en la Universidad de Basilea.

## Honores

### Eponimia
- (Orchidaceae) Orchis × wildhaberi E.G.Reinhard[2]
- La abreviatura «Wildh.» se emplea para indicar a Othmar J. Wildhaber como autoridad en la descripción y clasificación científica de los vegetales.[3]